# Deine Lieblings Rapper
Deine Lieblings Rapper (niem. Twoi Ulubieni Raperzy) – zespół utworzony przez liderów wytwórni Aggro Berlin – Sido i G.B.Z. Imperium – Harrisa.

## Dyskografia
| Rok  | Tytuł                                                                    | Pozycja na liście |
| Rok  | Tytuł                                                                    | DEU               |
| ---- | ------------------------------------------------------------------------ | ----------------- |
| 2005 | Dein Lieblings Album - Data: 7 października 2005 - Wydawca: Aggro Berlin | 2.                |